# チャーリー・レコード
チャーリー・レコード（Charly Records）は、再発盤を専門とするイギリスのレコード・レーベル。
チャーリーがオリジナル・リリースを再発しているレーベルには、ヴィージェイ、サン、イミディエイト、BYG、トマト、ファニアなどがある。

## 略歴
チャーリー・レコードは、ジャン＝リュック・ヤングによって1974年にフランスで設立された。彼はティーン向けコンサートのプロモーターだったが、1975年にイギリスに移住した。チャーリーはもともと主にアメリカ発祥のジャズや、ボロック・ブラザーズなどのモダンで風変わりな音楽によって知られていた。しかし現在はアルバム中心の「レトロ」レーベルとなっている。最も明らかなライバルは、ライノとシー・フォー・マイルズ（チャーリーが1980年代にディストリビュートしていたレーベル）である。
ヨーロッパにおいて、チャーリーは、スナッパー・レコードによって販売され、ライセンスは「LicenseMusic.com」を通じて提供されている。
このレーベルは、アメリカーナ、ブルース、ファンク、ゴスペル、ジャズ、ラテン、ポップス、ラップ、レゲエ、R&B、ロック、ロカビリー、ソウル、スカをプロデュースしている。

## 所属アーティスト
- ジョニー・キャッシュ (Johnny Cash)
- サミー・デイヴィス・ジュニア (Sammy Davis Jr.)
- ファンカデリック (Funkadelic)
- ミッキー・ギリー (Mickey Gilley)
- ロスコ・ゴードン (Rosco Gordon)
- チャーリー・グレイシー (Charlie Gracie)
- キャロル・グライムス (Carol Grimes)
- ハードロック・ギュンター (Hardrock Gunter)
- ゴング (Gong) & ニューヨーク・ゴング (New York Gong)
- ビル・ヘイリー・アンド・ヒズ・コメッツ (Bill Haley & His Comets)
- ロニー・ホーキンス (Ronnie Hawkins)
- ジョン・リー・フッカー (John Lee Hooker)
- アイス-T (Ice-T)
- エルモア・ジェームス (Elmore James)
- ジェリー・リー・ルイス (Jerry Lee Lewis)
- ビリー・ライリー (Billy Lee Riley)
- カーティス・メイフィールド (Curtis Mayfield)
- セロニアス・モンク (Thelonious Monk)
- ムーン・マリカン (Moon Mullican)
- ジョニー・パチェーコ (Johnny Pacheco)
- ソフト・ヒープ (Soft Heap)
- スモール・フェイセス (Small Faces)
- アルヴィン・ロビンソン (Alvin "Shine" Robinson)
- ウォーレン・スミス (Warren Smith)
- ザ・ステイプル・シンガーズ (The Staple Singers)
- ジーン・サマーズ (Gene Summers)
- シルヴィア・ストリプリン (Sylvia Striplin)
- ショワディワディ (Showaddywaddy)
- トゥーツ・アンド・ザ・メイタルズ (Toots & the Maytals)
- サニー・ボーイ・ウィリアムスン・アンド・ザ・ヤードバーズ (Sonny Boy Williamson and the Yardbirds)
- 13thフロア・エレベーターズ (13th Floor Elevators)
- レッド・クレイオラ (The Red Crayola)